# Cyane Sulci
I Cyane Sulci sono una struttura geologica della superficie di Marte.